# Велика-Плана (община)
Велика-Плана (серб. Велика Плана) — община в Сербии, входит в Подунайский округ.
Население общины составляет 43 126 человек (2007 год), плотность населения составляет 125 чел./км². Занимаемая площадь — 345 км², из них 78,5 % используется в промышленных целях.
Административный центр общины — город Велика-Плана. Община Велика-Плана состоит из 13 населённых пунктов, средняя площадь населённого пункта — 26,5 км².

## Статистика населения общины
| Год  | Население, чел. |
| ---- | --------------- |
| 1991 | 46591           |
| 2001 | 44674           |
| 2002 | 44504           |
| 2003 | 44297           |
| 2004 | 44080           |
| 2005 | 43772           |
| 2006 | 43471           |
| 2007 | 43126           |